# District historique du White Sands National Monument
Le district historique du White Sands National Monument, ou White Sands National Monument Historic District en anglais, est un district historique dans le comté d'Otero, au Nouveau-Mexique, aux États-Unis. Protégé au sein du parc national des White Sands, dont il comprend le White Sands Visitor Center, soit l'office de tourisme, il présente une architecture Pueblo Revival qui respecte les préconisations du style rustique du National Park Service. Il est inscrit au Registre national des lieux historiques depuis le 23 juin 1988.